# Larned (Kansas)
Pour les articles homonymes, voir Larned.
La ville de Larned est le siège du comté de Pawnee, situé dans le Kansas, aux États-Unis.

## Histoire
Larned est construit en 1873 Le premier bureau de poste est fondé à Larned en 1872.
La ville tire son nom du fort Larned, qui a été en fonctionnement de 1859 à 1878, et a été nommée en l'honneur du colonel Benjamin F. Larned, le trésorier de l'U.S. Army de juillet 1854 jusqu'à sa mort le 6 septembre 1862.